# Мохамед Салахеддін Нуреддін Шеллі
Мохамед Салахеддін Нуреддін Шеллі (Mohamed Salah Eddin Nureddin Shelli) — лівійський дипломат. Надзвичайний і Повноважний Посол Держави Лівії в Києві (Україна) (2014—2017).

## Життєпис
У 2014—2017 — Надзвичайний і Повноважний Посол Держави Лівії в Києві (Україна)
11 вересня 2014 року вручив вірчі грамоти Президенту України Петру Порошенку.
Відвідуючи Київський університет імені Т.Шевченка, Пан Шеллі наголосив, що для Лівії, де внутрішньополітична ситуація продовжує залишатися гострою, надзвичайно важливим напрямом є освіта і виховання молодого покоління. Багато лівійських студентів бажають отримувати освіту у КНУ імені Тараса Шевченка, — зазначив посол.